# چاه مرجانی
چاه مرجانی یک منطقهٔ مسکونی در ایران است که در دهستان دوکوهه واقع شده‌است.